# Telítetlen szénhidrogének
A telítetlen szénhidrogének olyan szénhidrogének, amelyek rendelkeznek legalább egy szénatommal, amely kétszeres vagy háromszoros kovalens kötéssel kapcsolódik egy másik szénatomhoz. Telítetlen szénhidrogének közt különböző sorozatok fordulnak elő. Általános képletük CnH2n (olefinek), CnH2n-2 (acetilének) stb.
A telítetlenség annak következménye, hogy ezek a vegyületek egy vagy több kettős kötést, vagy egy vagy több hármas kötést tartalmaznak.
A kettős kötéshez jellemző kémiai sajátságok tartoznak; könnyen megy át egyes kötésbe, pl. hidrogénezéssel, hidrogén-halogenid-addícióval vagy halogénezéssel.
{\displaystyle \mathrm {-\!C\!=\!C\!-+\ H_{2}\rightarrow -\!CH\!-\!CH-} }
{\displaystyle \mathrm {-\!C\!=\!C\!-+\ Br_{2}\rightarrow -\!CBr\!-\!CBr-} }

## Olefinek
Az olefinek szén–szén kettős kötést tartalmazó szénhidrogének. Olefineknél két szomszédos szénatomon megy végbe a kettős kötés redukciója. A sztereokémia szerint két szénatom, amelyeket tetraéderekkel jelezhetünk, egy élével kapcsolódik össze, ezért a kettős kötés merev, a kapcsolódó atomok egymáshoz képest nem fordulhatnak el. Az 1,2-diklóretilén molekulából cisz- és transz-izomer létezik.

### Olefinek elnevezése
Az egy szén–szén kettős kötést tartalmazó olefinek (alkének) neve a genfi nómenklatúra szerint „-én” végződésű (pl. C2H4 etén; C3H6 propén; C4H8 butén stb.), de gyakran használják az „-ilén” végződést is (etén→etilén; propén→propilén; butén→butilén stb.).

### Olefinek előfordulása
Olefinek előfordulnak egyes nyersolajokban, pl. a kanadaiban, továbbá szénvegyületek száraz desztillációs termékeiben. Bizonyos fém-karbidok vízzel való reakciójánál is keletkezik.

### Olefinek előállítása
- Alkoholokból vízelvonással, pl. etil-alkoholból és metil-alkoholból etilén keletkezik:

{\displaystyle \mathrm {C_{2}H_{5}OH\rightarrow C_{2}H_{4}+H_{2}O} }
{\displaystyle \mathrm {2\ CH_{3}OH\rightarrow C_{2}H_{4}+2\ H_{2}O} }
Dietil-éterből pedig butilén:
{\displaystyle \mathrm {C_{2}H_{5}\!-\!O\!-\!C_{2}H_{5}\rightarrow C_{4}H_{8}+H_{2}O} }
Katalizátorként alumínium-oxid, foszfor-pentoxid stb. használható. Tömény kénsavval vagy vízmentes cink-kloriddal való hevítés is hasonló eredményt ad. A reakció kisebb szénatomszámú alkoholok esetében használható.
- Előállítható alkil-halogenidekből hidrogén-halogenid elvonásával:

{\displaystyle \mathrm {C_{n}H_{2n+1}I\rightarrow C_{n}H_{2n}+HI} }
A reakció kálium-hidroxid etanolos vagy metanolos oldatában megy végbe.
- Ezen kívül készítik ún. vicinális dihalogenidek, azaz két szomszédos szénatomon helyettesített paraffinok halogénelvonásával, amelyek a megfelelő olefint adják:

{\displaystyle \mathrm {BrCH_{2}CH_{2}Br\rightarrow C_{2}H_{4}+Br_{2}} }
Halogénelvonásra általában cinket vagy rézzel bevont cinket használnak.

### Olefinek fizikai és kémiai tulajdonságaik
Az első tagok, az etilén (C2H4), propilén (C3H6) és butilén (C4H8) gázok, meggyújtva kormozó lánggal égnek. Az ezek után következő tagok folyadékok.
Az olefinek telítetlen volta nagy reakcióképességet eredményez. Hidrogén, hidrogén-halogenid vagy halogén könnyen addicionálódik a kettős kötéshez, és ekkor telített vegyület keletkezik, szénhidrogén mono- vagy diszubsztituált halogénezett paraffin. Ha utóbbi keletkezik, akkor két halogén két szomszédos (vicinális) szénatomon foglal helyet; ez a harmadik előállítási reakció megfordítva. A kettős kötéshez savak is addicionálódnak, pl. kénsavval az egyik szénatomra H, a másikra HSO4− adódik hozzá, s így észter keletkezik (víz ezt a megfelelő alkohol képződése közben bontja). Oxidálószerek víz jelenlétében két hidroxilgyököt visznek a kettős kötésre, tehát vicinális két értékű alkohol keletkezik.
Az olefinek halogén-hidrogén-savakat alkil-halogenidek keletkezése közben addicionálnak. Legkönnyebben a hidrogén-jodid, legnehezebben a hidrogén-fluorid addicionálódik.
{\displaystyle \mathrm {CH_{2}\!=\!CH_{2}+HBr\rightarrow CH_{3}\!-\!CH_{2}\!-\!Br} }
Ha az olefinmolekula nem szimmetrikus, elvben kétféle izomer alkil-halogenid keletkezhet. Többnyire azonban csak az egyik keletkezik (túlnyomó mennyiségben), mégpedig az, amelyikben a hidrogén arra a szénatomra kapcsolódott, amely már eleve több hidrogénatomot viselt. A Markovnyikov-szabály szerint:

Az aszimmetrikus szerkezetű olefinen végbemenő addíció során az addicionálódó molekula negatív alkotórésze a magasabb rendű, pozitív alkotórésze pedig az alacsonyabb rendű szénatomhoz kapcsolódik.

### Olefinek polimerizációs reakciói
Etilénből nagy nyomás alatt vagy megfelelő katalizátorok jelenlétében polietilén keletkezik, ezer vagy több szénatommal molekulájában.
A polietilént 1945 után fejlesztették ki, ma egyike legfontosabb műanyagainknak. Kitűnő elektromos szigetelő, igen vékony lemezekké hengerelhető. Csomagolásra és edények, dobozok stb. készítésére használják.
Két és több kettős kötést tartalmazó szénhidrogének (di- és poliolefinek) közül fontos a butadién (H2C=CH–CH=CH2) és az izoprén (H2C=C–CH3–CH=CH2). E szénhidrogének polimerizációjával butadiénkaucsuk (buna), illetve természetes kaucsuk keletkezik; ma mindkét vegyületet nagy mennyiségben gyártják.

## Acetilén-szénhidrogének
Ezek a vegyületek még az olefineknél is telítetlenebbek. Általános képletük CnH2n−2. Két szénatomjuk közt hármas kötés van, mely tehát három közös elektronpárt jelent: –C≡C– vagy :C:::C:

## Az acetilének elnevezése
A genfi nómenklatúra szerint az ide tartozó szénhidrogének neve „-in“ végződésű, a legegyszerűbb tag racionális neve tehát etin, majd a propin és a butin következik. Itt is lehetséges izoméria a hármas kötés helyének megkülönböztetése folytán, tehát pl. H3C−CH2−C≡CH neve 1-butin, a H3C−C≡C−CH3 neve 2-butin, más néven dimetil-acetilén. Nevezhetjük az 1-butint etil-acetilénnek is, mint az a képletéből látszik.

## Acetilének előállítása
- Halogénekkel telített olefinek két molekula hidrogén-halogenid elvonásával a megfelelő acetilén-szénhidrogénné alakulnak, pl.:

{\displaystyle \mathrm {H_{3}C\!-\!CH\!=\!CH+Br_{2}\rightarrow H_{3}C\!-\!CHBr\!-\!CH_{2}Br} }
{\displaystyle \mathrm {H_{3}C\!-\!CHBr\!-\!CH_{2}Br+2\ KOH\rightarrow H_{3}C\!-\!C\!\equiv \!CH+2\ KBr+2\ H_{2}O} }
- Aldehidek és ketonok foszfor-halogenidekkel telített szénhidrogének diszubsztituált halogenidjeivé alakulnak, amelyekben mindkét halogén ugyanazon szénatomon foglal helyet. Ezekből két molekula hidrogén-halogenid elvonásával (ami alkoholos kálilúggal vagy nátrium-amiddal hajtható végre) a megfelelő acetilén-szénhidrogén keletkezik:

{\displaystyle \mathrm {H_{3}C\!-\!CH_{2}\!-\!CHO{\xrightarrow {PCl_{5}}}H_{3}C\!-\!CH_{2}\!-\!CHCl_{2}\rightarrow H_{3}C\!-\!C\!\equiv \!CH+2\ HCl} }
- Fumársav vagy maleinsav alkálifém-sóinak elektrolízisénél az anódon acetilén és szén-dioxid válik le. Kálium-fumaráttal például:

{\displaystyle \mathrm {COOK\!-\!CH\!\equiv \!CH\!-\!COOK\rightarrow COO^{-}\!-\!CH\!=\!CH\!-\!COO^{-}+2\ K^{+}\rightarrow CH\!\equiv \!CH+2\ CO_{2}} }

### Acetilidek
Az acetilén-szénhidrogének fémmel helyettesített származékai az acetilidek, amelyek −C≡CH gyököt, és a dikarbidok, amelyek −C≡C− gyököt tartalmaznak. Vízzel való reakciójukkor a megfelelő acetilén-szénhidrogént adják.

### Acetilén
Az acetilén-szénhidrogének legfontosabb tagja az acetilén (C2H2), melyet régebben csakis kalcium-karbidból állítottak elő vízzel:
{\displaystyle \mathrm {CaC_{2}+2H_{2}O\rightarrow HC\!\equiv \!CH+Ca\left(OH\right)_{2}} }
A kalcium-karbid azonban nagyipari célra drága, és ezért kidolgozták a metán parciális oxidációját, amelynél ugyancsak acetilén keletkezik, következő esetben 7-8%-os hatásfokkal:
{\displaystyle \mathrm {4\ CH_{4}+3\ O_{2}\rightarrow 2\ HC\!\equiv \!CH+6H_{2}O} }

#### Az acetilén fizikai és kémiai tulajdonságai
Az acetilén közönséges hőmérsékleten gáz, szublimációs pontja −83,8 °C. Tiszta állapotban majdnem szagtalan, a kalcium-karbidból kifejlesztett gáz szennyezései (foszfor-hidrogén, kén-hidrogén stb.) folytán kellemetlen szagú. Igen robbanékony, az 5–80% acetilént tartalmazó levegő gyújtásra hevesen robban.
Világító és kormozó lánggal ég; a 19. század vége felé világításra akarták használni („karbidlámpa”), ma csak bányalámpákban használják.
Izzó csövön átvezetve benzollá polimerizálódik:
{\displaystyle \mathrm {3\ C_{2}H_{2}\rightarrow C_{6}H_{6}} }
Addíciós reakciókkal dihalogénezett és tetrahalogénezett származékok is keletkezhetnek:
{\displaystyle \mathrm {HC\!\equiv \!CH+Cl_{2}\rightarrow ClHC\!=\!CHCl} }
{\displaystyle \mathrm {ClHC\!=\!CHCl+Cl_{2}\rightarrow Cl_{2}HC\!-\!CHCl_{2}} }

#### Az acetilén ipari felhasználása
Az acetilének ipari szempontból egyik legfontosabb addíciós reakciója a Kucserov-reakció (fölfedezője, Kucserov orosz kémikus után). Lényege, hogy az acetilén-származékok kénsav és higanysó katalizátor jelenlétében felveszik a hármas kötésre a víz elemeit; acetilénből acetaldehid lesz, acetilén-homológokból – a Markovnyikov-szabály értelmében – ketonok keletkeznek:
{\displaystyle \mathrm {HC\!\equiv \!CH+H_{2}O{\xrightarrow[{H_{2}SO_{4}}]{Hg}}\underbrace {\mathrm {CH_{2}\!=\!CH\!-\!OH} } _{\text{ vinil-alkohol}}\rightarrow \underbrace {\mathrm {CH_{3}\!-\!C\!=\!O\!-\!H} } _{\text{ acetaldehid}}} }
Átmeneti termékként valószínűleg telítetlen alkoholok keletkeznek, melyekben az OH-csoport kettős kötésű szénatomhoz kapcsolódik. Az ilyen szerkezetű vegyületeket enoloknak nevezik („-én” az olefinekre, „-ol” az alkoholokra jellemző végződés a genfi nómenklatúra szerint). Az enolok nem állandók, átrendeződnek izomerjükké, a stabilisabb oxovegyületté.
Favorszkij orosz kémikus eljárása szerint az acetilénre alkoholok is addicionálhatók szilárd KOH-katalizátor jelenlétében pl.:
{\displaystyle \mathrm {HC\!\equiv \!CH+C_{2}H_{5}OH{\xrightarrow {KOH}}\underbrace {\mathrm {CH_{2}\!=\!CH\!-\!O\!-\!C_{2}H_{5}} } _{\text{ viniléter}}} }
Ekkor a vinil-alkohol éterei keletkeznek, melyekben a szabad állapotban ismeretlen vinil-alkohol OH-csoportjának hidrogénje alkilcsoporttal van helyettesítve. A viniléterek a műanyagipar fontos kiindulási anyagai.
Nitrogén és acetilén elegye elektromos szikra hatására hidrogén-cianiddá egyesül:
{\displaystyle \mathrm {HC\!\equiv \!CH+N_{2}\rightarrow 2\ HC\!\equiv \!N} }

#### Az acetilén felhasználása
Acetilént világításon kívül nagyban használnak különböző szintézisekre, melyek közül az aldehid említve volt, de újabban egész szintetikus ipar alapul az acetilénreakción (Reppe-szintézis).